# Nederlands kampioenschap dammen vrouwen 2013
Het Nederlands kampioenschap dammen voor vrouwen 2013 vond plaats van woensdag 13 tot en met dinsdag 19 maart 2013 in Zoutelande. Nina Hoekman werd voor de tiende keer Nederlands kampioen.

## Plaatsing
De hoogst geëindigde drie speelsters van het NK 2012 en Rianka van Ombergen (sponsorplaats) waren automatisch geplaatst. Uit de twee groepen van de halve finale 2013 hebben zich per groep de nummers 1, 2 en 3 geplaatst. 
Linda Schnieders heeft zich vanwege ziekte na de vierde ronde teruggetrokken uit het toernooi.
Op dinsdag 19 maart werden er 2 barrages gehouden, om de plaatsen 1 en 2, respectievelijk 3 en 4 te bepalen. Nina Hoekman won de eerste barrage tegen Leonie de Graag met 4-0, Heike Verheul won met 4-2 de tweede barrage tegen Vitalia Doumesh.

## Resultaten
|   |                                      | Rating | 1  | 2  | 3 | 4 | 5 | 6  | 7  | 8 | 9  | Pnt |
| - | ------------------------------------ | ------ | -- | -- | - | - | - | -- | -- | - | -- | --- |
| 1 | Nina Hoekman                         | 1336   |    | 1  | 2 | 1 | 2 | 1+ | 0  | 2 | 1  | 10+ |
| 2 | Leonie de Graag                      | 1016   | 1  |    | 0 | 2 | 1 | 1  | 2  | 2 | 1+ | 10+ |
| 3 | Heike Verheul                        | 1143   | 0  | 2  |   | 1 | 0 | 2  | 2  | 1 | 2  | 10  |
| 4 | Vitalia Doumesh                      | 1220   | 1  | 0  | 1 |   | 1 | 1  | 2  | 2 | 2  | 10  |
| 5 | Jacqueline Schouten                  | 1078   | 0  | 1  | 2 | 1 |   | 1  | 2  | 0 | 1  | 8   |
| 6 | Mei-Jhi Wu                           | 1100   | 1- | 0  | 1 | 1 | 1 |    | 1  | 1 | 2  | 8-  |
| 7 | Jorien Alink                         | 1117   | 2  | 0  | 0 | 0 | 0 | 1  |    | 2 | 1+ | 6+  |
| 8 | Rianka van Ombergen                  | 1133   | 0  | 0  | 1 | 0 | 2 | 1  | 0  |   | 2  | 6   |
| 9 | Annemieke Stunnenberg-van der Kraats | 951    | 1  | 1- | 0 | 0 | 1 | 0  | 1- | 0 |    | 4-  |